# Lestodiplosis jacobeae
Lestodiplosis jacobeae är en tvåvingeart som beskrevs av Barnes 1928. Lestodiplosis jacobeae ingår i släktet Lestodiplosis och familjen gallmyggor. Inga underarter finns listade i Catalogue of Life.